# S.C. Braga
Sporting Clube de Braga, tudi Sporting de Braga ali samo Braga, je portugalski športni klub, iz Brage. Nogometno moštvo igra na stadionu Estádio Municipal de Braga, znan tudi kot Rudnik, ki je bil zgrajen za Euro 2004.
Zadnja leta je klub postal bolj uspešen in je trenutno 4. najboljši klub na Portugalskem, za veliko trojico. Leta 2008 so osvojili pokal Intertoto, leta 2011 pa so igrali v finalu Lige Evropa.